# Feiying-Pagode

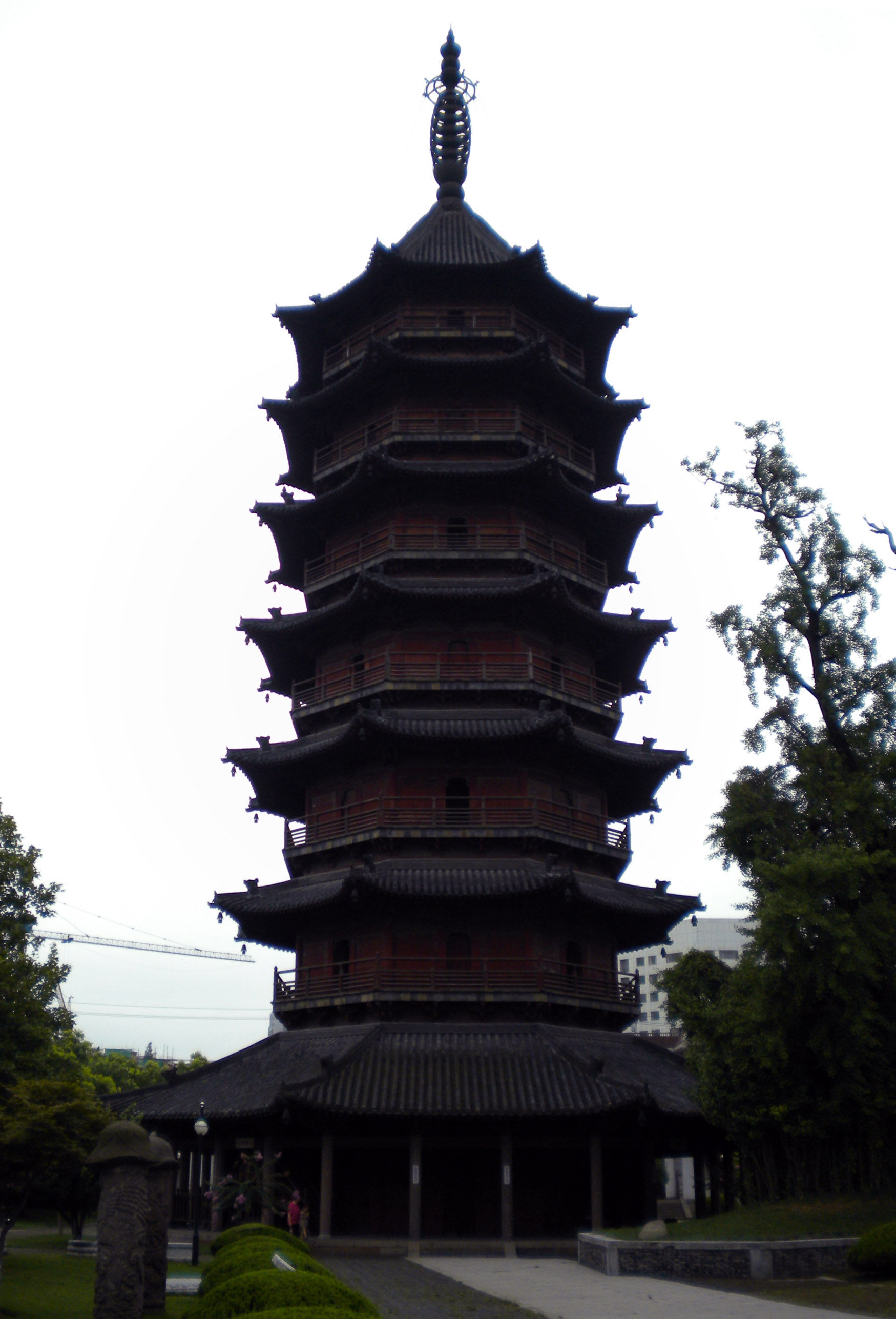
Feiying-Pagode

Die Feiying-Pagode (chinesisch 飞英塔, Pinyin Fēiyīng tǎ) ist eine buddhistische Pagode in Huzhou in der chinesischen Provinz Zhejiang.
Die Steinpagode wurde in der Zeit der Tang-Dynastie (618–907) für die Restaurierung von Buddhareliquien und buddhistischen Skulpturen erbaut. In der Zeit der Südlichen Song-Dynastie wurde eine neue Holzpagode erbaut, um die Steinpagode innen zu schützen. Die siebengeschossige achteckige Pagode außen hat eine Höhe von ca. 55 m, die innere ist 15 m hoch und hat fünf Geschosse.
Die Feiying-Pagode steht seit 1988 auf der Liste der Denkmäler der Volksrepublik China (3-148).